# Transparente de Croncels

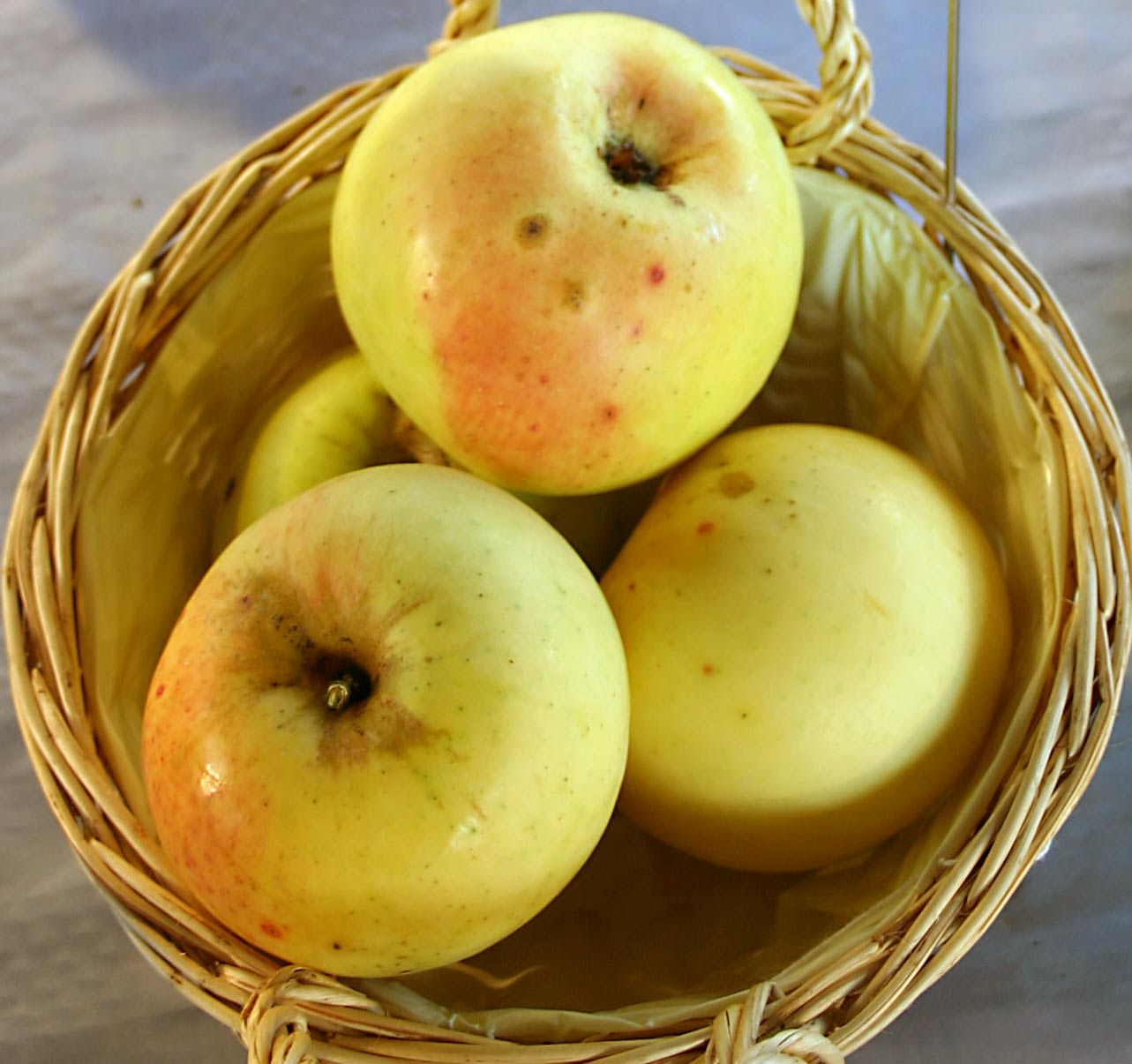
Pommes Transparente de Croncels.

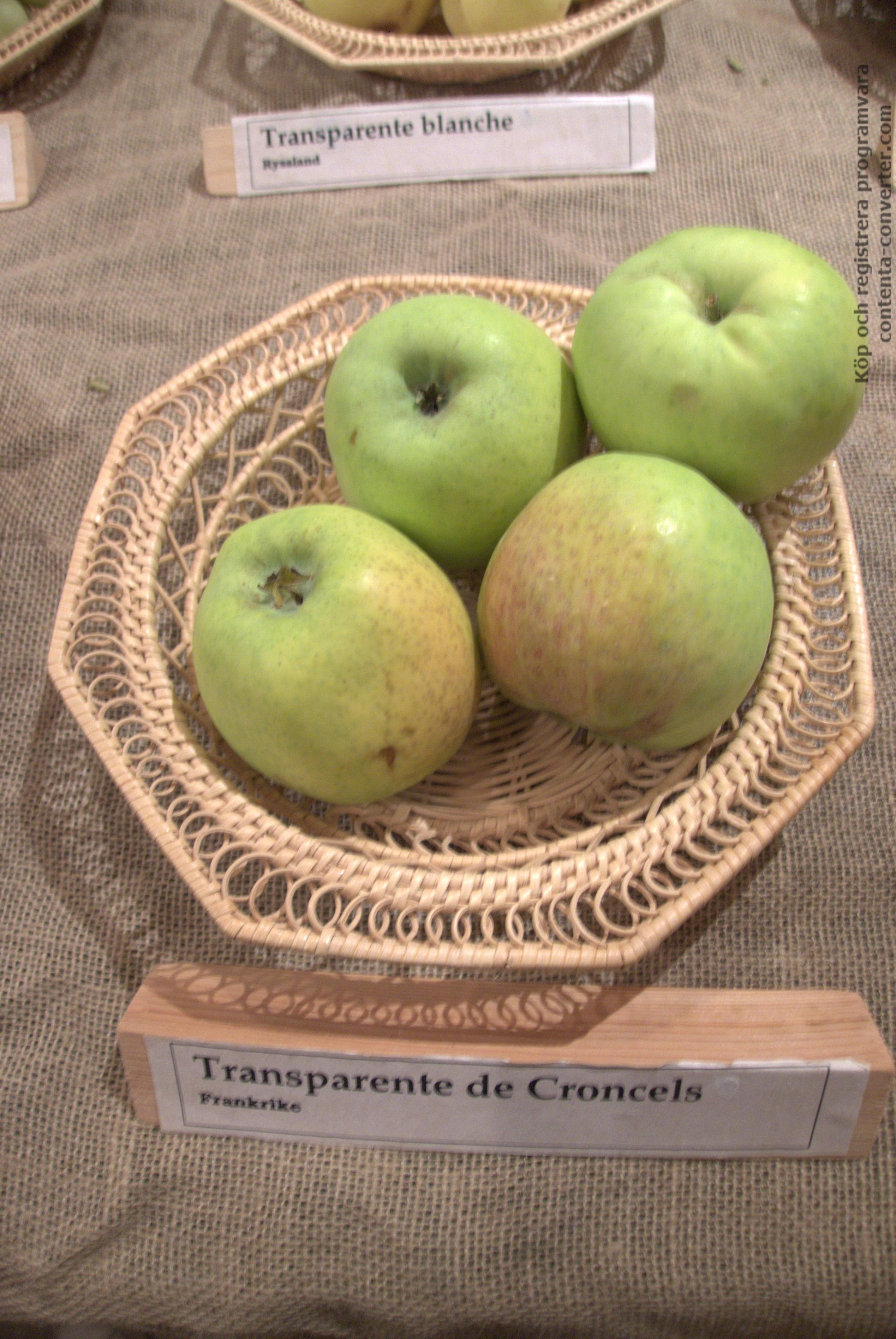
À un stade de maturité moins élevée.

La Transparente de Croncels (aussi appelée Pomme de Croncels, Glasapfel) est une variété de pomme diploïde. 

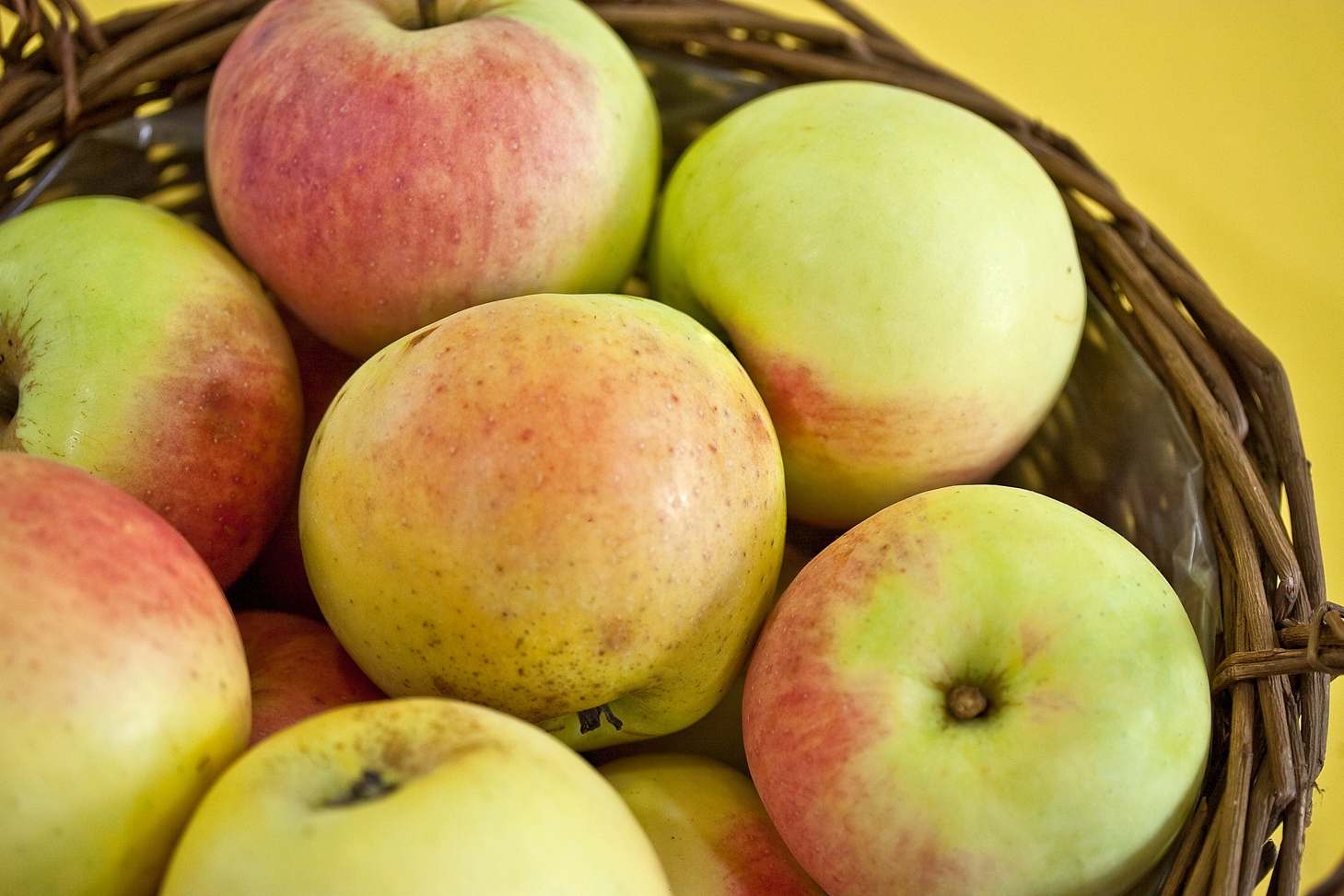
Une forme plus colorée.

## Origine
Obtenue par Charles et Ernest Baltet à Troyes en 1869 (Croncels est un faubourg de Troyes), elle est issue d'un semis de pomme Antonovka.

## Description
Sa peau de couleur jaune mat virant au blanc et recouverte de nombreux points gris clair donne une impression de transparence.
La pomme, de bonne taille, a une chair blanc-jaunâtre, juteuse, peu croquante, à gros grains, légèrement acidulée avec un arôme assez fin.
Elle peut être utilisée en pomme à couteau dès la récolte mais fait une pomme à cuire idéale. 
Cueillie trop mûre, elle est farineuse.
Mûres en août-septembre, de manière échelonnée, suivant les régions, les pommes doivent être entre-cueillies.

## Culture
L'arbre est très vigoureux, très résistant au froid et aux diverses maladies et parasites (excepté le carpocapse) et très productif (avec une légère alternance). Il pousse bien sur tous types de sols, il est plutôt cultivé en haute tige, en exposition abritée car ses fruits tombent facilement.
La Transparente de Croncels se récolte de fin août à début novembre mais les fruits récoltés ne mûrissent plus. 
Par ailleurs, la variété a tendance à marquer en cas de choc : elle est donc peu transportable.
Cette variété est parfois utilisée comme porte-greffe en raison de son excellente résistance au puceron lanigère, la "Transparente" transmet sa vigueur à la variété greffée. Elle se bouture aussi très bien comme la Galeuse.
Bonne pollinisatrice, la transparente de Croncels atteint la pleine floraison 4 jours avant Golden Delicious. Elle est donc pollinisée par Grenadier, James Grieve, Lord Lambourne Reinette Ananas, Reinette Baumann, Cox Orange ou Belle fleur jaune.